# August von Kotzebue

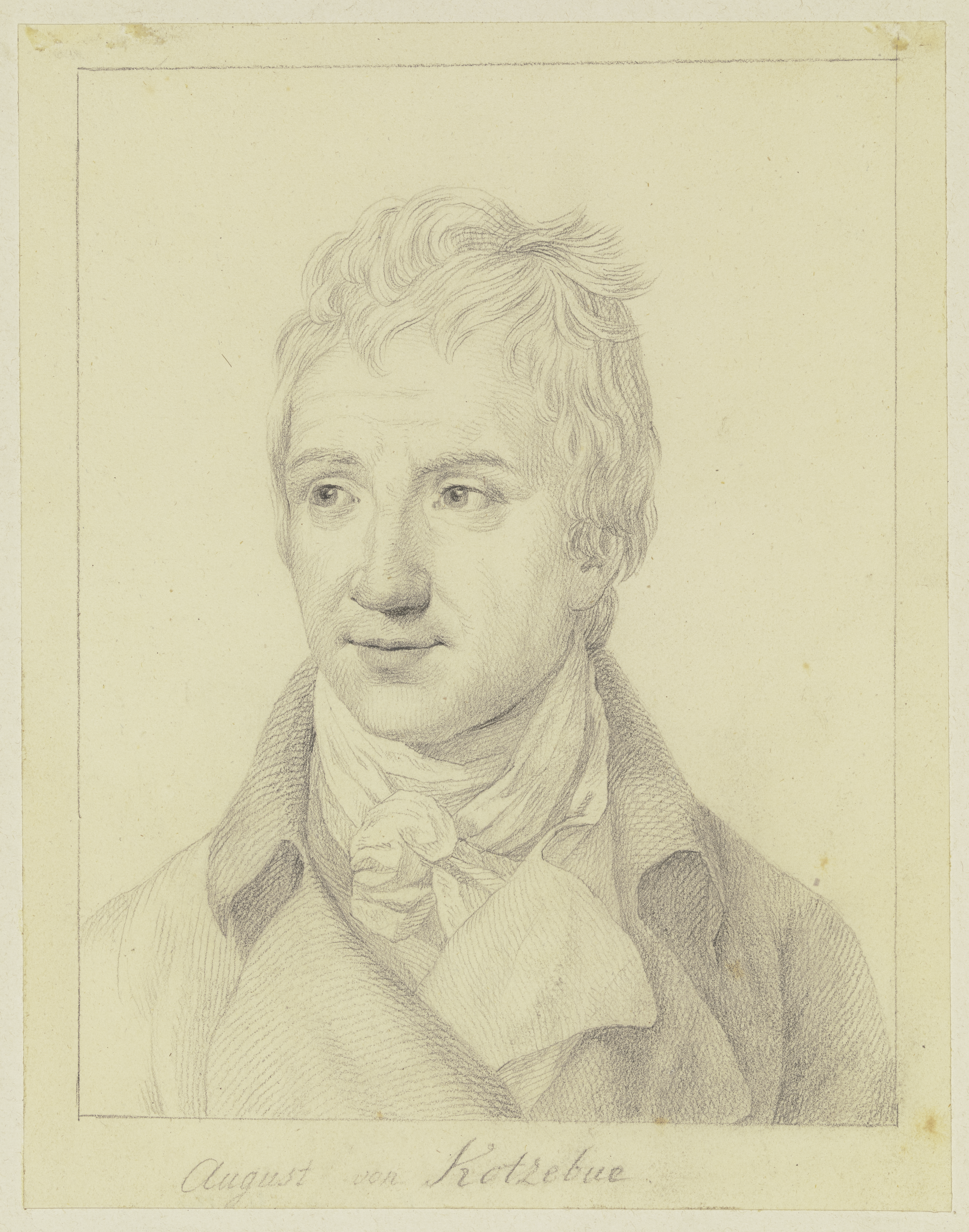
August von Kotzebue

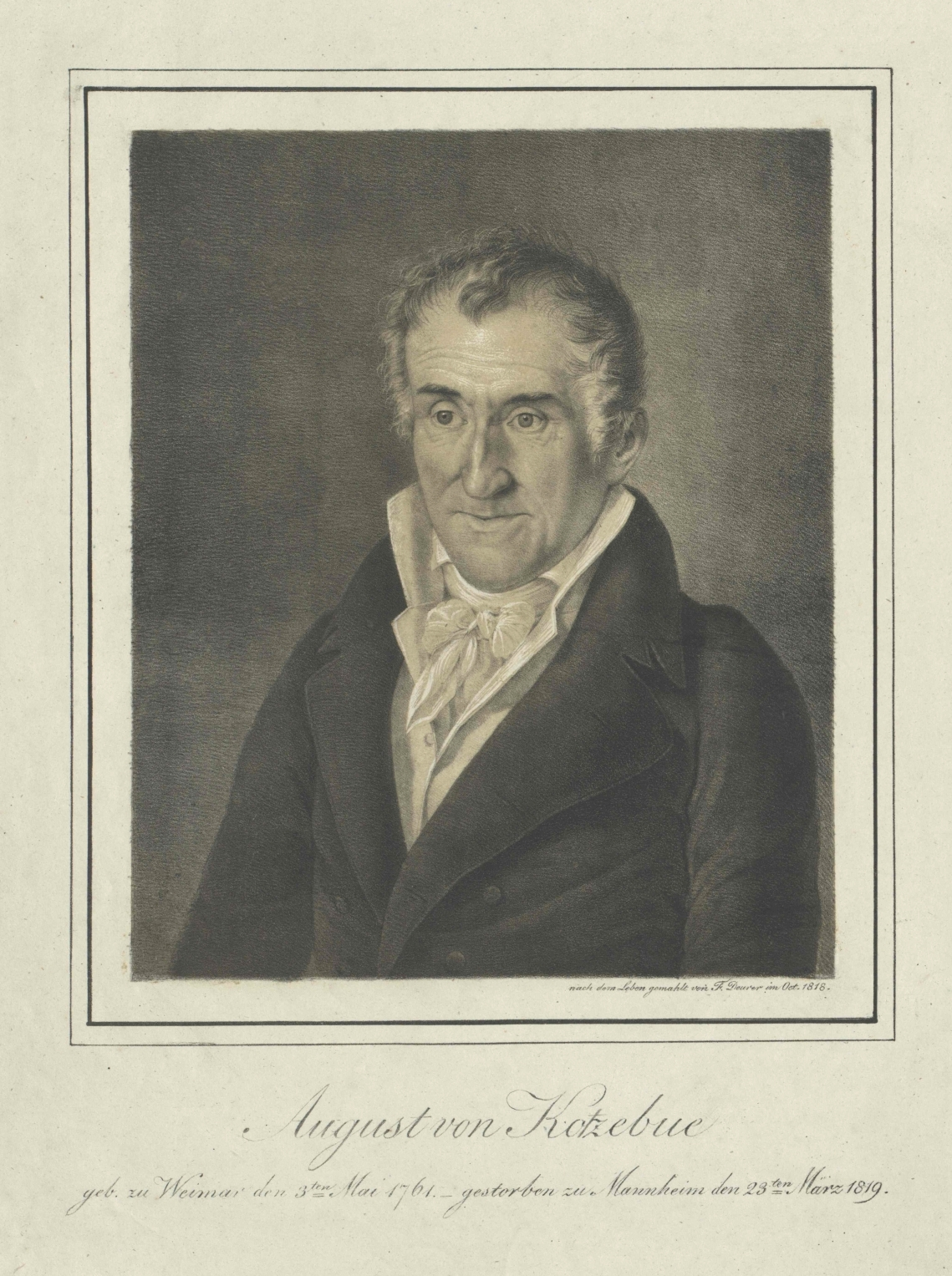
August von Kotzebue (1818)

August Friedrich Ferdinand von Kotzebue [ˈkɔtsəbu] (* 3. Mai 1761 in Weimar; † 23. März 1819 in Mannheim) war ein deutscher Dramatiker, Librettist, Schriftsteller und Publizist. Als solcher war er äußerst erfolgreich und produktiv, er schrieb über 240 Stücke, die auf allen Bühnen Europas gespielt wurden. Neben August Wilhelm Iffland war er der meistgespielte Autor seiner Zeit, allein Johann Wolfgang von Goethe inszenierte 80 seiner Dramen. Er wirkte unter anderem in St. Petersburg, Wien, Königsberg und Reval, im Baltikum kam er zu Besitz und begründete die deutsch-baltischen Linien der Familie. Auch politische Ämter hatte er inne, zuletzt war er russischer Staatsrat und Generalkonsul. Als spätaufklärerischer Denker war er für eine aufgeklärte Restauration und kritisierte die deutsche Nationalbewegung polemisch. So wurde er zum Hassobjekt der nationalliberal gesinnten Studenten. Kotzebues Ermordung durch den Burschenschafter Karl Ludwig Sand war der Auslöser der Karlsbader Beschlüsse.

## Leben

### Früher Werdegang
August Kotzebue kam als Sohn des braunschweigischen Kanzleisekretärs, später sachsen-weimarischen Legationsrats und Geheimen Referendärs Levin Karl Christian Kotzebue (1727–1761) und dessen Ehefrau Christine, geborene Krüger (1736–1828), am 3. Mai 1761 im Gelben Schloss in Weimar (Sachsen-Weimar-Eisenach) zur Welt, das der angesehenen Ratsfamilie Kotzebue als Wohnsitz diente. Sein Vater starb wenige Monate nach seiner Geburt. August Kotzebue verlebte im Gelben Schloss einen Teil seiner Jugend und wohnte später in einem Wohnhaus in der Schlossgasse 6. Er besuchte das Wilhelm-Ernst-Gymnasium in Weimar, an dem er unter anderem von Johann Karl August Musäus unterrichtet wurde. Musäus war durch die Heirat mit Juliane Krüger der Onkel von August Kotzebue. 1776 stand der junge Kotzebue als Schauspieler gemeinsam mit Goethe in dessen in Weimar uraufgeführtem Stück Geschwister in der Rolle des Briefträgers auf der Bühne. Im Jahre 1777 legte er die Reifeprüfung ab und begann im Alter von 16 Jahren das Studium der Rechtswissenschaften an der Universität Jena, das er in Duisburg fortsetzte und 1780 abschloss. Anschließend ließ er sich für kurze Zeit als Rechtsanwalt in Weimar nieder.
Durch Beziehungen von Johann Eustach von Görtz, dem ehemaligen Prinzenerzieher und Oberhofmeister am Weimarer Hof sowie preußischen Botschafter am russischen Hof, wurde er Sekretär des Generalgouverneurs in Sankt Petersburg. Er wurde 1783 zum Assessor am Obersten Gerichtshof in Reval berufen und war von 1785 bis 1795 als Präsident des Magistratsgerichts für ziviles Recht des Gouvernements Estland tätig. In den russischen Adelsstand (von Kotzebue) erhoben, heiratete er im Februar 1785 Friederike Julie Dorothea von Essen (1763–1790), die als Tochter des Generalleutnants und des Oberkommandanten von Reval, Reinhold Wilhelm von Essen, dem alten estländischen Adel entstammte.

### Erste Werke
An den Bühnenstücken des sogenannten „Theatergenies“ August von Kotzebue kam um 1800 kaum ein Theaterbesucher vorbei. Doch Kotzebues literarische Anfänge lagen nicht im Bereich des Dramas, sondern im erzählerischen Schreiben. In den Jahren 1780 und 1781 erschienen anonym mehrere epische Texte, die als seine frühesten heute bekannten Veröffentlichungen gelten – Werke, die von der Forschung bislang weitgehend unbeachtet blieben.
Diese frühen Arbeiten umfassen im Einzelnen:
- die balladenhafte Verserzählung Ralph und Guido, die im Oktober 1780 im Teutschen Merkur von Christoph Martin Wieland erschien,[7]
- den schmalen Band Er und Sie. Vier romantische Gedichte (1781, Eisenach), der neben dem Versepos Theodebald und Amelinde drei weitere Balladen enthält,[8]
- sowie die Prosafragmente Ich, eine Geschichte in Fragmenten, die 1781 als Eröffnungsstück des ersten Bandes des literarischen Journals Ganymed für die Lesewelt veröffentlicht wurden.[9]

In Reval erwarb er sich Anerkennung durch seine Romane Die Leiden der Ortenbergischen Familie (1785 Teil 1,Teil 2) und Die Geschichte meines Vaters (1788) sowie durch die Dramen Adelheid von Wulfingen (1789, Digitalisat), Menschenhass und Reue (1790, Digitalisat) und Die Indianer in England (1790 Digitalisat). Der positive Ruf, der aus diesen Arbeiten erwuchs, wurde jedoch nahezu zerstört durch die drastische zynische Satire Doctor Bahrdt mit der eisernen Stirn (Digitalisat), die 1790 (mit dem Namen Knigges auf der Titelseite) erschien.
Nach dem Tod seiner ersten Frau unternahm Kotzebue eine kurze Reise nach Paris im Dezember 1790, hielt sich danach im Frühjahr 1791 in Mainz auf. In dieser Zeit erschien seine erste umfangreiche autobiografisch Schrift Meine Flucht nach Paris im Winter 1790 in der Kotzebue den Verlust seiner Frau literarisch verarbeitete. Im September 1791 kehrte er nach Reval (Tallinn) zurück, wo er seinen Dienst beim Zivilgericht wieder aufnahm.
Innerhalb weniger Jahre veröffentlichte er sechs Bände verschiedener Skizzen und Erzählungen (Die jüngsten Kinder meiner Laune, 1793–1796) und mehr als zwanzig Dramen, von denen viele in mehrere europäische Sprachen übersetzt wurden.
Im Jahr 1795 legte er sein Amt nieder und zog sich auf ein Anwesen zurück, das er nahe Reval erworben hatte, und widmete sich der literarischen Arbeit.

### Theater- und Direktorenzeiten
Bereits in den Jahren 1782 und 1783, zu Beginn seiner beruflichen Laufbahn in Russland, wurde August von Kotzebue durch seinen damaligen Arbeitgeber Friedrich Wilhelm von Bauer (1731–1783; auch: Baur, Bawr) mit administrativen Aufgaben für die deutsche Bühne in St. Petersburg betraut. Im Juni 1782 debütierte Kotzebue zudem als Dramatiker: Sein historisches Drama Demetrius Iwannowitsch. Zaar von Moscau wurde von dem Ensemble des Deutschen Theaters in St. Petersburg uraufgeführt.
Zu Beginn des Jahres 1798 nahm Kotzebue den Ruf als Direktor am Hoftheater in Wien an, legte das Amt aber infolge von Meinungsverschiedenheiten mit den Schauspielern am Ende des Jahres nieder. Kotzebue blieb in seiner offiziellen Funktion als "Theaterdichter" mit der Direktion des Burgtheaters bis zu seinem Lebensende verbunden. Während seines Aufenthaltes in Wien war er publizistisch auch als Theaterkritiker für die Wiener Zeitung tätig. Nach der Beendigung des Vertrages mit dem Burgtheater, kehrte Kotzebue mit seiner Familie 1799 in seine Geburtsstadt zurück, aber da zwischen ihm und Johann Wolfgang von Goethe kein gutes Verhältnis bestand und er zudem von der romantischen Schule angegriffen wurde, wurde seine Position in Weimar unhaltbar.
Im April 1800 beschloss er, zusammen mit seiner Familie zurück nach Estland zu reisen, wurde aber an der preusissch-russischen Grenze wegen des Verdachts, er sei Jakobiner, verhaftet und als politischer Gefangener nach Tobolsk und Kurgan in Sibirien verschleppt. Zu seinem Glück hatte er ein Drama (Der alte Leibkutscher Peters III.) geschrieben, das der Eitelkeit des russischen Kaisers Paul I. schmeichelte. Er wurde infolgedessen nach drei Monaten begnadigt, zurückgeholt und mit dem Krongut Worroküll in Livland (heute Vooru in Estland) entschädigt. Nach seiner Rückkehr aus Sibirien erhielt er außerdem die Leitung des Deutschen Theaters in Sankt Petersburg, die er zwischen August 1800 und April 1801 innehatte. Seine Erlebnisse während der Zeit zwischen der Verhaftung und Befreiung hat Kotzebue in dem autobiographischen Werk Das merkwürdigste Jahr meines Lebens (2 Bde., 1801) literarisch verarbeitet.
Nach der Ermordung Paul I. kehrte Kotzebue im Frühjahr 1801 nach Deutschland zurück und hielt sich hier bis 1806 auf. In dieser Zeit versuchte erneut in der literarischen Gesellschaft Weimars Fuß zu fassen und ging später nach Berlin, wo er in Verbindung mit Garlieb Helwig Merkel (1769–1850) Der Freimütige (1803–1809) herausgab und seinen Almanach dramatischer Spiele (1803–1820) begann. Am Berliner Hof und in der Künstlerszene schätzte man ihn sehr. Der König ernannte ihn zum Mitglied der dortigen Akademie der Wissenschaften.
In seiner Wahlheimat Reval spielte Kotzebue eine maßgebliche Rolle in der Professionalisierung des dortigen Theaterwesens. Ab 1807 wirkte er aktiv an der Gründung einer festen Bühne sowie eines Schauspielhauses mit, das er zeitweise selbst leitete.
Von 1814 bis 1815 leitete Kotzebue das Theater im ostpreußischen Königsberg, während er hier als russischer Generalkonsul tätig war.

### Arbeit als Journalist und Zeitschriftenherausgeber
Kotzebue tat sich auch immer wieder als streitbarer Verleger von Zeitungen und Zeitschriften hervor. Sein erstes publizistisches Projekt stellte die Zeitschrift Bibliothek der Journale (1782–1783) dar, die er in St. Petersburg herausgegeben hat. Nach seinem Umzug nach Reval (heute Tallinn) redigierte er die Zeitschrift Für Geist und Herz: eine Monatsschrift für die nordischen Gegenden (1786–1787). Später erschien unter seiner Ägide die belletristische Zeitschrift Der Freimüthige oder Berlinische Zeitung für gebildete, unbefangene Leser (1803–1829), die er zwischenzeitlich zusammen mit Garlieb Merkel herausgab. Während der Napoleonischen Kriege gab er publizistische Blätter in Königsberg bzw. Reval heraus: 1808–1809 die Quartalsschrift Die Biene und 1811–1812 das vierteljährlich erscheinende Journal Die Grille. Der Ton dieser Zeitschriften war durch und durch antinapoleonisch. Nach der Befreiung Berlins und dem Rückzug der französischen Truppen aus Preußen, war Kotzebue für die Zeitschrift Das russisch-deutsche Volksblatt (1813) als Redakteur in Berlin verantwortlich. Sein letztes großes publizistisches Werk war das Literarische Wochenblatt (1818–1819), das seit Herbst 1817 in Weimar im Verlag der Gebrüder Hoffmann erschien. Später wurde die Zeitschrift von Friedrich Arnold Brockhaus bis 1826 als Literarisches Conversationsblatt und von 1826 bis 1851 (bzw. bis 1898) unter dem Titel Blätter für literarische Unterhaltung fortgeführt.

### Zeit der Napoleonischen Kriege

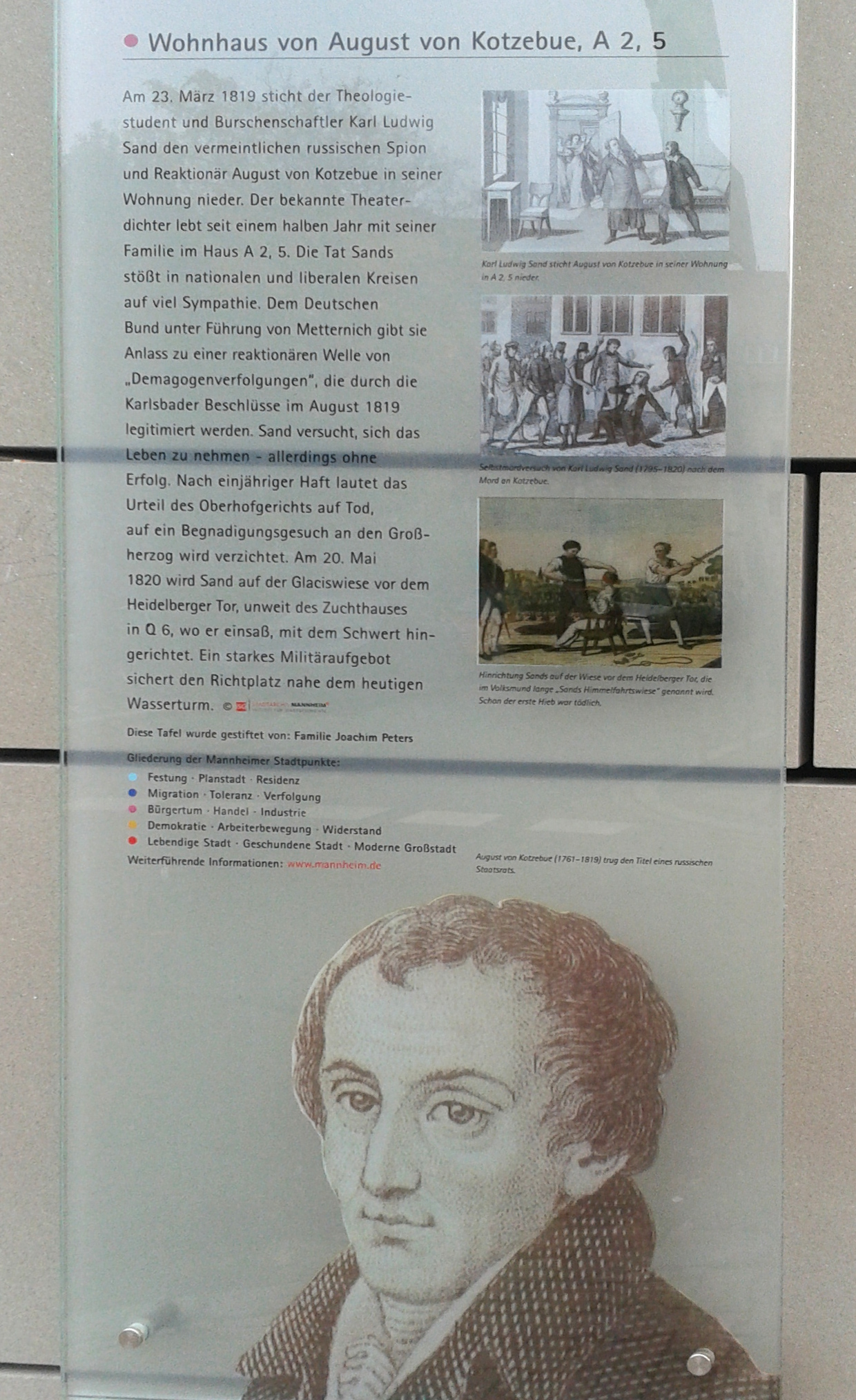
Informationstafel an Kotzebues Wohnhaus in Mannheim (Haus steht nicht mehr)

Noch vor dem Ausbruch des Vierten Koalitionskrieges gegen Napoleon und der Schlacht bei Jena und Auerstedt 1806 ging Kotzebue zurück nach Russland, wo er auf seinem Landsitz in Estland und zwischenzeitlich in Königsberg zahlreiche satirische Artikel gegen Napoleon in seinen Journalen Die Biene und Die Grille verfasste. Auch einige Romane und Dramen entstammen den folgenden Jahren, außerdem einige sozialkritische historiographische Arbeiten, auf die er sehr stolz war: eine auf archivalischen Studien basierende, wissenschaftliche Geschichte des Deutschen Ordens, und eine mehr populär angelegte Geschichte des Deutschen Reiches von dessen Ursprunge bis zu dessen Untergange.
1813 folgte Kotzebue der russischen Armee unter Führung des Generals Wittgenstein nach Berlin, wo er anschließend im Hauptquartier der Verbündeten publizistisch tätig war.
1814 und 1815 diente Kotzebue als russischer Generalkonsul in Königsberg. Seit 1815 war er auswärtiges korrespondierendes Mitglied der Russischen Akademie der Wissenschaften in Sankt Petersburg. 1816 kam er zur außenpolitischen Abteilung in St. Petersburg und ging 1817 mit einem Gehalt von 15.000 Rubeln als reisender Literaturattaché nach Deutschland.

### Bücherverbrennung 1817
Während des von der Jenaer Urburschenschaft ausgerichteten Wartburgfestes am 18. Oktober 1817 wurde nach Einbruch der Dunkelheit auf dem der Wartburg nebengelagerten Wartenberg eine demonstrative Bücherverbrennung inszeniert. Hauptverantwortlich für diese Aktion war der aus Berlin angereiste Hans Ferdinand Massmann, ein Aktivist der Turnbewegung und Musterschüler des „Turnvaters“ Friedrich Ludwig Jahn. Unter den von dem symbolischen Bannspruch betroffenen Autoren fand sich auch Kotzebue betroffen, dessen 1814 und 1815 in zwei Bänden erschienene und in der Öffentlichkeit bis dahin noch kaum wahrgenommene Geschichte des deutschen Reiches unter den ins Feuer geworfenen Buchtiteln figurierte.

### Pressefehde 1818
In seinem Literarischen Wochenblatt, das Kotzebue in Weimar ab November 1817 herausgab, setzte er sich mit der ihm zur Verfügung stehenden Sprachgewalt gegen diese arrogante Intoleranz und die ihm widerfahrene Schmähung zur Wehr. Zunächst nahm er die Burschenturner als die Hauptverantwortlichen der Bücherverbrennung ins Visier, und nachdem ihm in Weimar die Scheiben eingeworfen worden waren, weitete er seine Kritik auf die Urburschenschaft insgesamt aus. Die zunehmend ‚antirussische Deutschtümelei‘ ließ ihn zu den Maximen der nationalen Einigungsbewegung auf Distanz gehen und die Prinzipien der Verfassungsbewegung als revolutionsverdächtig ablehnen.
Als Auszüge aus einem internen Bericht an seine vorgesetzte Dienstbehörde in St. Petersburg heimlich kopiert und unautorisiert in verschiedenen liberalen Blättern in Jena und Weimar abgedruckt wurden, erschien ihm schließlich auch die aus seiner Sicht schrankenlose Pressefreiheit als untragbar, so dass er für deren Abschaffung plädierte. Mehrere polarisierende Artikel im Literarischen Wochenblatt steigerten das Bestreben seiner radikalsten Gegner, ihn politisch mundtot zu machen. Federführend waren dabei einige der politischen Professoren Jenas, die auch gleichzeitig – dank der im Herzogtum Sachsen-Weimar-Eisenach existierenden Pressefreiheit – Zeitschriften herausgeben konnten, die wissenschaftliche Gegenstände mit relativ freizügigen politischen Inhalten kombinierten.

### Eskalation der politischen Auseinandersetzung
Die „Pressefehde von 1818“ stieß schnell auch in den überregionalen Tagesblättern auf einen beträchtlichen Widerhall. Während Kotzebues ausgezeichnete Zelebrität in der Theaterwelt davon nicht beeinträchtigt wurde, verlief die Diskussion über seine Rolle als Literaturattaché des russischen Außenministeriums zu seinen Ungunsten. Gleiches gilt in letzter Konsequenz für die parallel anhängigen Gerichtsprozesse. Eine breit angelegte Medienkampagne, in deren Verlauf nicht nur Wahrheiten, sondern auch zahlreiche Halbwahrheiten und Falschmeldungen in Umlauf gebracht wurden, ließ Kotzebue als die „bestgehasste ideologische Reizfigur der nationalistischen Burschenschaftler, der Turner und Liberalen“ in Deutschland erscheinen. Die gegen ihn lancierten Polemiken betrafen nicht nur seine politischen Überzeugungen, sondern verletzten nicht selten auch die Integrität seiner Person.
Als schließlich einige Jenaer Studenten den Mantel seines Sohnes August auf dem Marktplatz in Jena, wo dieser studierte, durchprügelten, trat ihm deutlich vor Augen, dass er selbst mit womöglich noch schlimmeren Übergriffen auf seine Person zu rechnen hatte. In einem späteren Brief an den Staatssekretär im russischen Außenministerium Ioannis Kapodistrias unkte er sogar, dass im Falle einer ausbrechenden Revolution in Deutschland, „Männer wie Marat und Robespierre erstehen werden“, unter deren Beilen er selbst als erster fallen werde.
Nach einer Erholungsreise an den Oberrhein und in die Kurorte Bad Ems und Bad Pyrmont im April und Mai 1818 verließ er endgültig seine Vaterstadt und siedelte nach Mannheim über, von wo aus er die Redaktionsgeschäfte für sein vielgelesenes Literarisches Wochenblatt, das weiterhin ununterbrochen in Weimar erschien, fortsetzte.

### Ermordung 1819

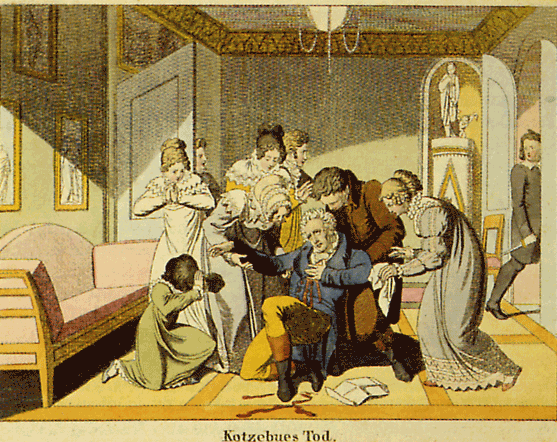
Kotzebues Tod (zeitgenössischer kolorierter Kupferstich)

Der Jenaer Burschenschafter und Theologiestudent Karl Ludwig Sand folgte August von Kotzebue nach Mannheim. Er erstach den Schriftsteller am 23. März 1819 vor den Augen seines vierjährigen Sohnes Alexander mit den Worten: „Hier, du Verräter des Vaterlandes!“ Ermordet wurde Kotzebue in seinem Wohnhaus in A 2, 5, das nicht mehr existiert und an dessen Stelle heute eine Gedenktafel angebracht ist. Kotzebues zum Zeitpunkt des Mordes etwa 20-jähriger Sohn August wurde nach der Ermordung seines Vaters zum Austritt aus der Urburschenschaft gezwungen, in der Sand auch Mitglied war.
Die verbreitete zeitliche Verkehrung der Ereignisse – wonach Kotzebue die Burschenschaften und Turnerbünde zunächst angegriffen und damit die Geschehnisse auf dem Wartburgfest provoziert habe – relativiert suggestiv die Motivation Karl Sands für die Ermordung und unterstellt Kotzebue indirekt eine Mitschuld an seiner von seinem Attentäter als „Hinrichtung“ inszenierten Gewalttat.
Im September 1819 begründeten die Abgeordneten des Bundestages in Frankfurt die in Gesetzesrang erhobenen Karlsbader Beschlüsse unter anderem mit dem Verweis auf diesen politisch motivierten Mord an Kotzebue. Mit den „Karlsbader Beschlüssen“ wurden die bis dahin eingeführten Ansätze von Presse-, Meinungs- und Forschungsfreiheit, die es nach den napoleonischen Kriegen gegeben hatte, zurückgenommen.
Im Mai 1820 wurde Karl Sand wegen des Mordes hingerichtet.

### Grabstätte

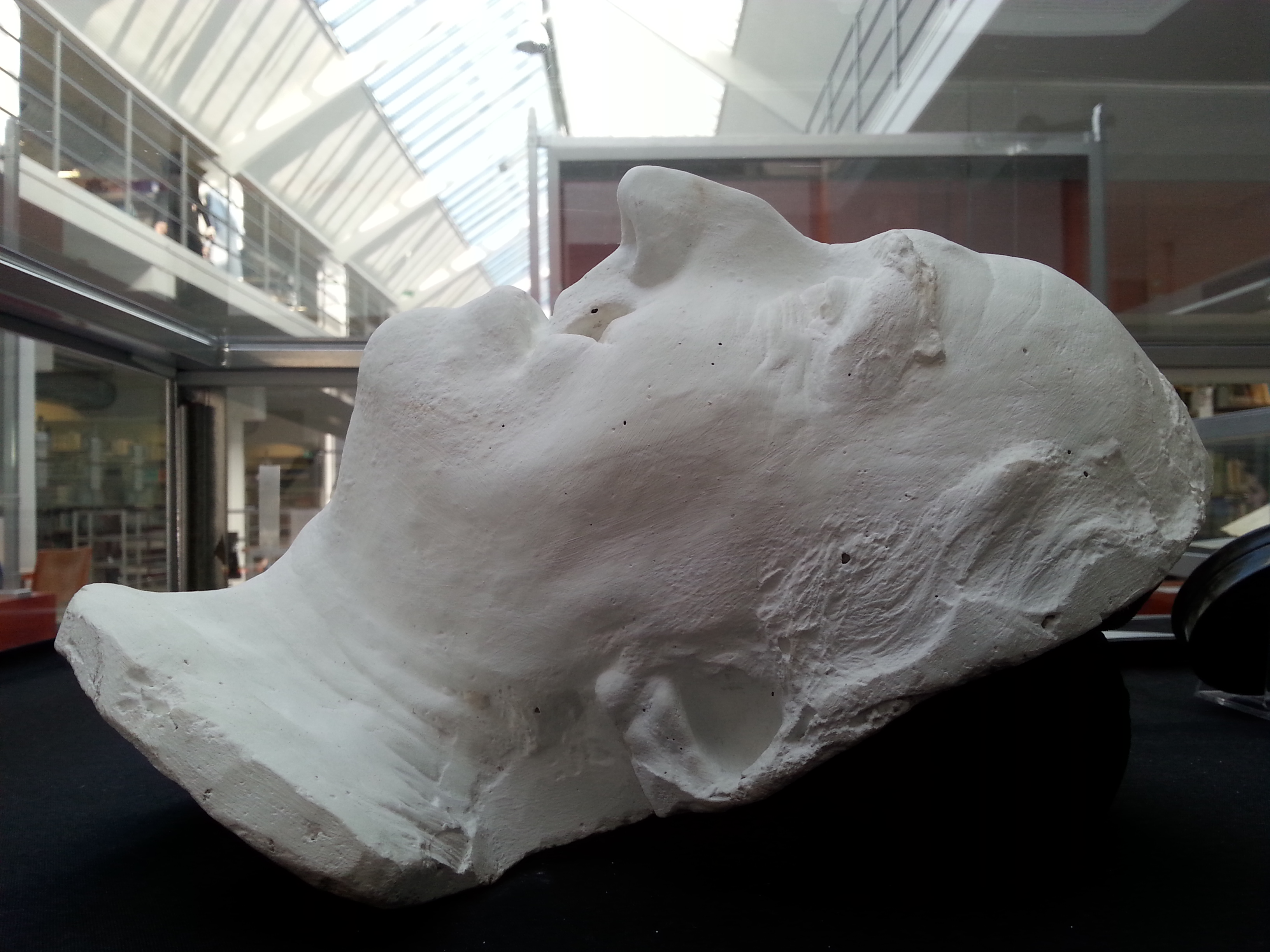
Kotzebues Totenmaske, abgenommen von Maximilian Joseph Pozzi, Leihgabe des Kurpfälzischen Museums der Stadt Heidelberg an die Universitätsbibliothek Mannheim

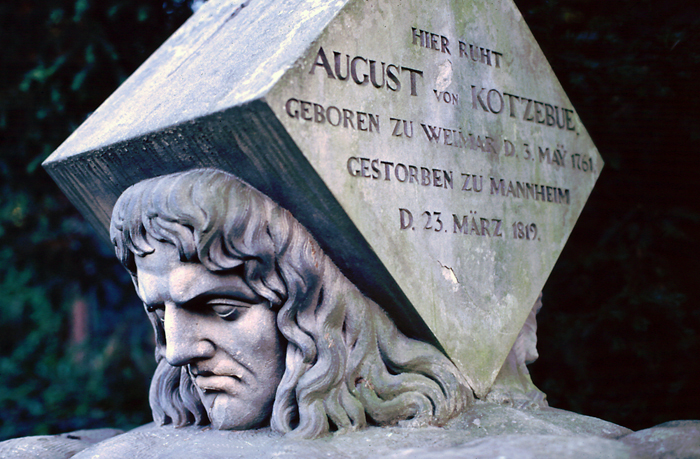
Kotzebues Grabstein auf dem Mannheimer Hauptfriedhof

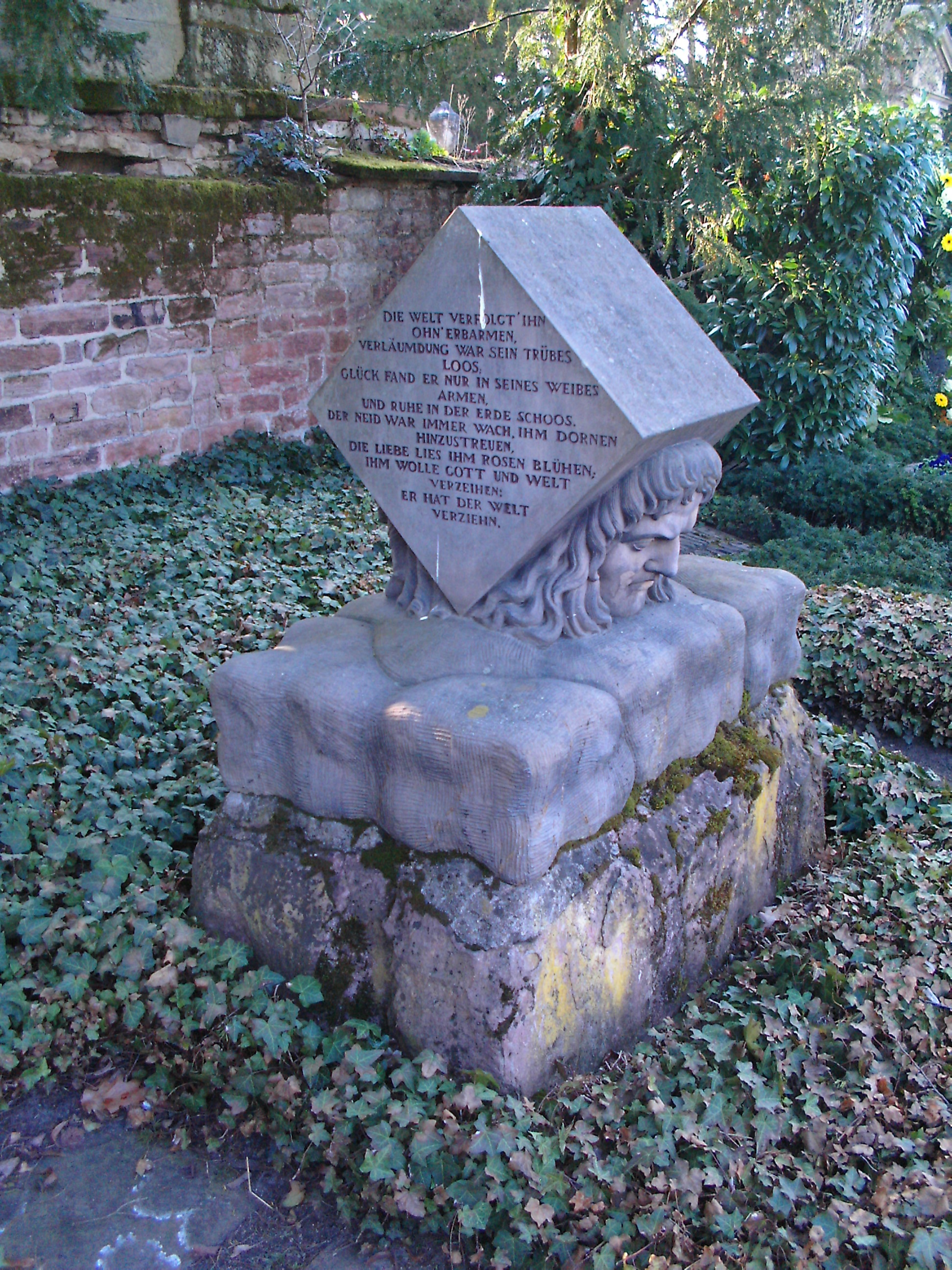
Grabstein (Rückseite) mit Grabspruch

Das Grab von Kotzebue befindet sich auf dem Hauptfriedhof in Mannheim, wenige Meter von dem seines Mörders Karl Ludwig Sand entfernt. Das Grabmal aus Mainsandstein ist eine Schöpfung des Mannheimer Hofbildhauers Maximilian Joseph Pozzi (1770–1842). Es handelt sich um einen auf die Kante gestellten Würfel mit Grabinschrift und Grabspruch, der von zwei Theatermasken gestützt wird. Pozzi nahm in Mannheim auch die Totenmaske Kotzebues ab und fertigte daraus eine Büste. Die beiden Theatermasken des Grabsteins scheinen ebenfalls Kotzebues Gesichtszüge zu tragen. Der Grabspruch, den Kotzebue selbst verfasst hatte, lautet:

„DIE WELT VERFOLGT’ IHN OHN’ ERBARMEN – VERLÄUMDUNG WAR SEIN TRÜBES LOS – GLÜCK FAND ER NUR IN SEINES WEIBES ARMEN – UND RUHE IN DER ERDE SCHOSS – DER NEID WAR IMMER WACH IHM DORNEN HINZUSTREUEN – DIE LIEBE LIES IHM ROSEN BLÜHEN – IHM WOLLE GOTT UND WELT VERZEIHEN – ER HAT DER WELT VERZIEH’N.“

## Ehe, Nachkommen und Verwandtschaft
August von Kotzebue war dreimal verheiratet.
1. ⚭ 23. Februar 1785, Friederike Julie Dorothea von Essen (* 1763; † 1790) (Eltern: Reinhold Wilhelm von Essen (1722–1788) und Eleonore von Sass (1734–1765)). Beider Kinder:
- Wilhelm Friedrich Fritz (1785–1813)
- Otto (1787–1846), ⚭ 1. Dezember 1818 Amalie Zweig (1798–1873)
- Moritz (1789–1861), ⚭ Hélène von der Howen (1804–1877)
- Karoline Friederike Hélène (1790 – ? )

2. ⚭ 16. Juli 1794 Christine [Christel] Gertrud von Krusenstern (1769–1803) (Eltern: Karl Adolf von Krusenstern (1727–1792) und Anna Magdalena von Bruemmer (1745–1781)). Beider Kinder:
- Amalie Sophie Frederike (Emmy) (1795–1866)
- Elisabette Emilie (Betty) (1797–1883)
- August Julius (1799–1876) verheiratet im Jahre 1840 mit Charlotte (Emma) von Tempel (1808–1889)
- Paul Demetrius (1801–1884), ⚭ 17. September 1837 Wilhelmine Elisabeth (Elise oder Lilly) Manteuffel (1818–1902)
- Luise (Louisa) (1803–1804)

3. ⚭ 7. August 1804 Wilhelmina [Minchen] Friederike von Krusenstern (1778–1852) (Eltern: Otto Wilhelm von Krusenstern (1740–1820) und Friederike Marie von Ulrich (1754–1841)). Beider Kinder:
- Karl Ferdinand Constantin Woldemar (Charles) (1805–1896), ⚭ 27. Dezember 1833 Molly-Elisabeth von Koskull (1809–1881), Vater von Ernst von Kotzebue, russischer Diplomat
- Adam Friederich Ludwig (1806–1807)
- Friedrich Wilhelm (1808–1880)
- Georg (1810–1875), ⚭ 21. Mai 1843 Evelyne von Staal (1824–1871)
- Wilhelmine Friederike (1812–1851), ⚭ 21. Februar 1832 Paul Theodor von Krusenstern (1809–1881)
- Wilhelm Basilius (1813–1887), ⚭ 1839 Aspasie Cantacuzène (1822–1890)
- Alexander Ferdinand Wilhelm Franz (1815–1889), ⚭ 1845 Charlotte Emilie Jeanne von Krusenstern (1824–1903)
- Edouard (1819–1852), ⚭ 23. November 1844 Margarete Haenschel († 1885)

August von Kotzebues Nachfahren wurden 1874 in den Grafenstand erhoben und am 17. Januar 1906 der Adelsmatrikel von Bayern einverleibt (für den Kunstmaler Wilhelm von Kotzebue).
Christine Gertrud von Krusenstern und Wilhelmine Friederike von Krusenstern waren Kusinen von Adam Johann von Krusenstern, dem Vater von Wilhelmine Friederikes Ehemann Paul Theodor von Krusenstern. Beide waren vor ihrer Ehe mit Kotzebue bereits verheiratet gewesen und geschieden. Der erste Mann von Kotzebues zweiter Frau war ein Cousin von Kotzebues erster Frau gewesen. Zu den Nachfahren gehört auch Auguste Deetjen, die den Regierungspräsidenten Eduard zur Nedden heiratete, aus dieser Ehe ging der Theaterwissenschaftler und Schriftsteller Otto C. A. zur Nedden hervor. –
Kotzebues Cousine Caroline Ludecus war ebenfalls Schriftstellerin (Pseudonym Amalie Berg), seine Schwester war die Mutter des Bremer Juristen und Senators Johann Carl Friedrich Gildemeister.

## Werkgeschichte
Kotzebue hat als ein Begründer der dramatischen Trivialliteratur gegolten, womit ihm zugleich ein Anteil an der Schaffung einer bürgerlichen Öffentlichkeit im Deutschland des 19. Jahrhunderts als Verdienst verblieb. Heute bemüht man sich, diese einseitige Negativkanonisierung (Simone Winko 1999) zu überwinden und Kotzebues persönlichem Anteil an den politischen Anliegen der Spätaufklärung gerecht zu werden. Hier sind vor allem die jährlichen „Kotzebue-Gespräche“ zu erwähnen, die abwechselnd in Tallinn (Reval) und in Berlin stattfinden und die seit 2012 von der Akademie der Wissenschaften in Berlin/Brandenburg, von der estländischen Botschaft in Berlin und von der Musik- und Theaterakademie in Tallinn veranstaltet werden. Zwei Tagungsbände sind schon erschienen (Gerlach, Liivrand, Pappel (Hrsg.) 2016, und Košenina, Liivrand, Pappel (Hrsg.) 2017).
Zu Lebzeiten wurden zwei Sammlungen von Kotzebues Dramen veröffentlicht: Schauspiele (5 Bde., 1797); Neue Schauspiele (23 Bde., 1798–1820): Sämtliche dramatische Werke erschienen 1827–29 in 44 Bänden und unter dem Titel Theater 1840–1841 in vierzig Bänden. Eine Auswahl seiner Stücke in zehn Bänden erschien in Leipzig 1867–68. Im Jahre 1972 hat Benno von Wiese eine Auswahl von Kotzebues Theaterstücken eingeleitet, herausgegeben und kommentiert wurde sie von Jürg Mathes. Im Jahre 1999 wurde als Reprint im Modul-Verlag Wiesbaden Kotzebues sozialgeschichtliche Studie Vom Adel von 1792 wieder aufgelegt. Beim Wehrhahn Verlag erscheinen seit 2012 Leseausgaben einzelner Dramen.
Die Zahl seiner Lustspiele und Dramen beläuft sich auf mehr als 220; 87 davon inszenierte Goethe mit insgesamt 600 Vorstellungen. Kotzebues Popularität war beispiellos, nicht bloß in Deutschland, sondern auch auf den Bühnen des europäischen Kulturraums. Neben August Wilhelm Iffland war Kotzebue der produktivste und erfolgreichste Bühnenautor seiner Zeit. Sein Erfolg basierte auf seinem Gespür für populäres Theater in Stoff und Gestaltung. Beispiele dafür sind seine Komödien Der Wildfang, Die beiden Klingsberg und Die deutschen Kleinstädter, die eindrückliche Genreschilderungen deutschen Lebens enthalten. Berühmte Komponisten der Zeit vertonten seine Texte: Ludwig van Beethoven komponierte die Musik zu Kotzebues Die Ruinen von Athen (op. 113) sowie zu König Stephan (op. 117) anlässlich der Eröffnung des neuen Opernhauses in Pest im Jahre 1812; Antonio Salieri schrieb die Schauspielmusik zur Wiener Aufführung der Hussiten vor Naumburg (1802/03); und auch der junge Franz Schubert vertonte einige Libretti des Dichters, darunter das Singspiel Der Spiegelritter D 11 (1813) und die „natürliche Zauberoper“ Des Teufels Lustschloss D 84 (1813/14). Albert Lortzing schrieb 1843 sein Libretto zur Oper Der Wildschütz nach Kotzebues Lustspiel Der Rehbock oder Die schuldlos Schuldbewußten.

## Werke

### Eigene Werke
Dramen (Auswahl)
- Die Negersclaven. Ein historisch-dramatisches Gemählde in drey Akten Leipzig 1796 (online); Leipzig 1821 (online); Neuausgabe, herausgegeben von André Georgi mit einem Nachwort von Sigrid G. Köhler. Hannover 2019, ISBN 978-3-86525-688-1.
- Die Indianer in England. Lustspiel in drey Aufzügen. Leipzig 1790. online (Zum ersten Mal aufgeführt auf dem Liebhabertheater zu Reval im Februar 1789), Neuausgabe (mit zwölf Kupferstichen von Daniel Chodowiecki und einem Nachwort herausgegeben von Alexander Košenina) Hannover 2015, ISBN 978-3-86525-457-3.
- Sultan Wampun, oder die Wünsche. Ein orientalisches Scherzspiel mit Gesang in drei Aufzügen. Erschien 1792.
- Der weibliche Jacobiner-Clubb. Ein politisches Lustspiel in einem Aufzuge. Frankfurt und Leipzig 1791 (Digitalisat der Universitätsbibliothek Mannheim)
- Armuth und Edelsinn. Lustspiel in drey Aufzügen. Leipzig 1795. online [Mit einer neuen Schlußscene vermehrt. Grätz 1800]
- Der Wildfang. Lustspiel in 3 Acten. Leipzig 1798. Ausg. 1805 online (Franz Xaver Hubers komische Oper „Die Erste ist die Beste“ basiert auf diesem Lustspiel)
- Die Unglücklichen. Lustspiel in einem Akte. Leipzig 1798. online
- Der hyperboräische Esel oder Die heutige Bildung. Ein drastisches Drama und philosophisches Lustspiel für Jünglinge. In einem Aufzuge. Leipzig Mai 1799 (Digitalisat der Universitätsbibliothek Mannheim)
- Ueble Laune. Ein Schauspiel in 4 Acten. Leipzig 1799. online
- Das Epigramm. Lustspiel in 4 Akten. Leipzig 1801. online
- Das neue Jahrhundert. Eine Posse in einem Akt. Leipzig 1801. Ausg. 1826 online Neuausgabe (mit einem Nachwort herausgegeben von Alexander Košenina) Hannover 2012, ISBN 978-3-86525-263-0.
- Der Besuch, oder die Sucht zu glänzen. Lustspiel in 4 Akten. Leipzig 1801. online
- Die beiden Klingsberg. Lustspiel in 4 Akten. Leipzig 1801. online
- Die deutschen Kleinstädter. Lustspiel in 4 Akten. Leipzig 1803 (Digitalisat und Volltext im Deutschen Textarchiv)
- Der Wirrwarr, oder der Muthwillige. Posse in vier Akten. Leipzig 1803 Digitalisat
- Der todte Neffe. Lustspiel in einem Akt. Leipzig 1804. online
- Der Vater von ohngefähr. Lustspiel in einem Akt. Leipzig 1804
- Pagenstreiche. Posse in 5 Aufzügen. Leipzig 1804. online
- Blinde Liebe. Lustspiel in drey Akten. Leipzig 1806. online
- Das Geständnis, oder die Beichte. Ein Lustspiel in einem Akt. Berlin 1806 Digitalisat
- Die Brandschatzung. Ein Lustspiel in Einem Akt. Leipzig 1806
- Die gefährliche Nachbarschaft. Ein Lustspiel in Einem Akt. Wien 1806
- Die Organe des Gehirns. Lustspiel in drey Akten. Leipzig 1806. online
- Der Citherschläger und das Gaugericht. Ein altdeutsches Lustspiel in zwei Acten. Leipzig 1817. online (nicht zu verwechseln mit Heinrich Seidels Der Zitterschläger)
- Der Deserteur. Eine Posse in einem Akt. Wien 1808. online (nicht zu verwechseln mit den gleichnamigen Schauspielen von Michel-Jean Sedaine, Maximilien Gardel oder Johann Gottlieb Stephanie)
- Die Entdeckung im Posthause oder Das Posthaus zu Treuenbrietzen. Lustspiel in einem Akt. Wien 1808
- Das Landhaus an der Heerstraße. Ein Fastnachtsspiel in einem Aufzug. Augsburg 1809. online
- Das Intermezzo, oder der Landjunker zum erstenmale in der Residenz. Lustspiel in 5 Akten. Leipzig 1809. online
- Der häusliche Zwist. Lustspiel [in einem Aufzuge]. Riga 1810. online
- Der verbannte Amor, oder die argwöhnischen Eheleute. Lustspiel in 4 Akten. Leipzig 1810. online
- Des Esels Schatten oder der Proceß in Krähwinkel. [Eine Posse in einem Akt]. Riga 1810. online
- Die Zerstreuten. Posse in 1 Akt. Riga 1810. Ausgabe Reclam ca. 1890 online
- Blind geladen. Lustspiel in einem Akt. Leipzig 1811. online
- Das zugemauerte Fenster. Lustspiel in einem Akt. Leipzig 1811. online
- Die Feuerprobe. Lustspiel in Einem Akt. Leipzig 1811. online
- Max Helfenstein. Lustspiel in 2 Akten. Leipzig 1811. online
- Pachter Feldkümmel von Tippelskirchen. Fastnachtsposse in 5 Akten. Leipzig 1811. online
- Die alten Liebschaften. Lustspiel in Einem Akt. Leipzig. online
- Das getheilte Herz. Lustspiel [in einem Aufzuge]. Riga 1813. online
- Zwei Nichten für Eine. Lustspiel in zwei Acten. Leipzig 1814
- Der Rehbock, oder die schuldlosen Schuldbewußten. Lustspiel in 3 Acten. Leipzig 1815. online
- Der Shawl. Ein Lustspiel in Einem Akt. Leipzig 1815. online
- Die Großmama. Ein Lustspiel in einem Aufzuge. Leipzig 1815. online
- Der Educationsrath. Ein Lustspiel in einem Aufzuge. Leipzig 1816
- Bruder Moritz, der Sonderling, oder die Colonie für die Pelew-Inseln. Lustspiel in drey Aufzügen. Leipzig 1791. online
- Der gerade Weg der beste. Lustspiel in Einem Act. Leipzig 1817. Ausg. Reclam ca. 1870 online
- Die Bestohlenen. Ein Lustspiel in Einem Act. Leipzig 1817. online
- Ausgewählte Lustspiele. Leipzig 1863 (Digitalisat)
- Die Quäker. Dramatische Spiele zur geselligen Unterhaltung Leipzig 1812
- Der alte Leibkutscher Peters des Dritten. Eine wahre Anekdote. Schauspiel in 1 Akte. Leipzig 1799 Digitalisat
- Der arme Poet. Schauspiel in einem Act. Riga 1813 Digitalisat
- Bayard, oder der Ritter ohne Furcht und ohne Tadel. Schauspiel in 5 Akten. Leipzig 1801
- Die barmherzigen Brüder. Nach einer wahren Anekdote. Schauspiel in einem Akt. (in Knittelversen). Berlin 1803 Digitalisat
- Die Corsen. Schauspiel in 4 Akten. Leipzig 1799
- Die deutsche Hausfrau. Ein Schauspiel in drey Akten. Leipzig 1813 Digitalisat
- Die Erbschaft. Schauspiel in einem Akt. Wien 1808 Digitalisat
- Falsche Scham. Schauspiel in 4 Akten. Leipzig 1798
- Graf Benjowsky oder die Verschwörung auf Kamtschatka. Ein Schauspiel in fünf Aufzügen. Leipzig 1795 Digitalisat
- Der Graf von Burgund. Schauspiel in 5 Akten. Leipzig 1798 Digitalisat
- Gustav Wasa. Schauspiel in 5 Akten. Leipzig 1801 (in fünffüßigen Jamben) Digitalisat
- Der Hahnenschlag. Schauspiel in Einem Akt. Berlin 1803 Digitalisat
- Des Hasses und der Liebe Rache. Schauspiel aus dem spanischen Kriege in fünf Acten. Leipzig 1815 Digitalisat
- Hugo Grotius. Schauspiel in 4 Akten. Leipzig 1803 Digitalisat
- Die Hussiten vor Naumburg im Jahr 1432. Ein vaterländisches Schauspiel mit Chören in fünf Acten. Leipzig 1803 (in Jamben) Digitalisat
- Johanna von Montfaucon. Romantisches Gemälde aus dem 14. Jh. in 5 Akten. Leipzig 1800 Digitalisat
- Das Kind der Liebe, oder: der Straßenräuber aus kindlicher Liebe. Schauspiel in 5 Akten. Leipzig 1791 (zum ersten Mal aufgeführt auf dem Liebhabertheater zu Reval 1790; Adaptionen dieses erfolgreichen Stückes sind u. a. „Lovers' vow or child of love“ (Elizabeth Inchbald), „Natural son“ (Anne Plumtre)) Digitalisat
- Die kleine Zigeunerin. Schauspiel in 4 Akten. Leipzig 1809 Digitalisat
- Der Leineweber. Schauspiel in einem Aufzug. Wien 1808 Digitalisat
- Lohn der Wahrheit. Schauspiel in 5 Akten. Leipzig 1801 Digitalisat
- Menschenhass und Reue. Ein Schauspiel in 5 Aufzügen. Berlin 1789 (Digitalisat und Volltext im Deutschen Textarchiv)
- Octavia. Trauerspiel in 5 Akten [(in fünffüßigen Jamben)]. Leipzig 1801 Digitalisat
- Der Opfer-Tod. Schauspiel in 3 Akten. 1798 Digitalisat
- Der Papagoy. Ein Schauspiel in drey Akten. Frankfurt und Leipzig 1792 Digitalisat
- Die Rosen des Herrn von Malesherbes. Ein ländliches Gemälde in einem Aufzuge. Riga 1813 Digitalisat
- Rudolph von Habsburg und König Ottokar von Böhmen. Historisches Schauspiel in 6 Acten. Leipzig 1816 Digitalisat
- Das Schreibepult, oder die Gefahren der Jugend. Schauspiel in 4 Akten. Leipzig 1800 Digitalisat
- Der Schutzgeist. Eine dramatische Legende in 6 Akten nebst einem Vorspiel. Leipzig 1814 (Digitalisat und Volltext im Deutschen Textarchiv)
- Die silberne Hochzeit. Schauspiel in 5 Akten. Leipzig 1799
- Die Sonnenjungfrau. Ein Schauspiel in 5 Akten. Leipzig 1791 (zum ersten Male aufgeführt auf dem Liebhabertheater zu Reval am 19. Decbr. 1789). Digitalisat
- Die Spanier in Peru oder Rolla’s Tod. Romantisches Trauerspiel in fünf Akten. Leipzig 1796 Digitalisat
- Die Stricknadeln. Schauspiel in 4 Akten. Leipzig 1805 Digitalisat
- Ubaldo. Trauerspiel in fünf Akten. Leipzig 1808 Digitalisat
- Die Unvermählte. Drama in vier Aufzügen. Leipzig 1808 Digitalisat
- Die Versöhnung. Schauspiel in 5 Akten. Leipzig 1798
- Die Verwandtschaften. Schauspiel in 5 Akten. Leipzig 1798
- Die Wittwe und das Reitpferd. Eine dramatische Kleinigkeit [in einem Akt]. Leipzig 1796 Digitalisat
- Der Flußgott Niemen und Noch Jemand. Ein Freudenspiel in Knittelversen, Gesang und Tanz. Aufgeführt auf dem Theater zu Reval zur Feier des Freudenfestes, als die letzten Ueberreste der Franzosen von den tapfern Russen wieder über den Niemen gejagt wurden. Sankt Petersburg 1812 (Digitalisat bei Google Books)
- Der Freimaurer. Lustspiel in einem Aufzug. Hamburg 1818 Projekt Gutenberg

Werkausgabe
- Theater (40 Bände), Leipzig 1840/41 (Digitalisate bei der TU Darmstadt)

Historiographische Arbeiten
- Preußens ältere Geschichte. 1–4. Riga: Hartmann 1808.
- Geschichte des Deutschen Reiches von dessen Ursprunge bis zu dessen Untergange. 1–2. Leipzig: Kummer 1814, 1815.

Beiträge
- Fragmente über Recensenten-Unfug : eine Beylage zu der Jenaer Literaturzeitung. Leipzig 1797 (Digitalisat)

Briefe
- August Wilhelm Iffland und August von Kotzebue: Briefwechsel. (= Theatertexte Sonderband. Band 3). Herausgegeben von Alexander Košenina. Wehrhahn, Hannover 2020, ISBN 978-3-86525-779-6.

### Nachdichtungen
- Don Ranudo de Colibrados. Lustspiel in 4 Akten. Leipzig 1803 (frei nach Ludvig Holberg).
- Fanchon, das Leyermädchen. Vaudeville in 3 Akten. Leipzig 1805 (frei nach Jean-Nicolas Bouilly).
- Die französischen Kleinstädter. Lustspiel in 4 Akten. Leipzig 1808 (frei nach Louis-Benoît Picard)
- Der Mann von vierzig Jahren. Lustspiel in einem Aufzug. Leipzig 1795 (frei nach Barthélemy Fagans Le rendez-vous).
- Die neue Frauenschule. Lustspiel in drey Akten. Leipzig 1811 (frei nach August Creuzé de Lessers Le secret de ménage)
- Der Schauspieler wider Willen. Lustspiel in einem Akt. Leipzig 1803 (frei nach dem Französischen).
- Der Taubstumme, oder: der Abbé de l’ Épée. Historisches Drama in 5 Akten. Leipzig 1800 (frei nach Jean-Nicolas Bouilly).
- Der Westindier. Lustspiel in 5 Acten. Leipzig 1815 (frei nach Richard Cumberland)

### Autobiografische Schriften
- Meine Flucht nach Paris im Winter 1790 (1791) in der Google-Buchsuche
- Über meinen Aufenthalt in Wien (1799) in der Google-Buchsuche
- Das merkwürdigste Jahr meines Lebens (1801) in der Google-Buchsuche
- Erinnerungen aus Paris (1804) in der Google-Buchsuche
- Erinnerungen von einer Reise aus Liefland nach Rom und Neapel (1805) in der Google-Buchsuche

### Übersetzungen
- Gedichte des Herrn Staatsraths von Derschawin. Aus dem Russischen übersetzt von A. v. Kotzebue. Leipzig 1793, mit neun Gedichten und Widmung.[50]

## Rezeption
Auf die Figur des armen Poeten Lorenz Kindlein aus dem Kotzebue-Schauspiel Der arme Poet wird 1845 in den Fliegenden Blättern Bezug genommen in den satirischen und obrigkeitskritischen Beiträgen Eisenbahnvermessung und Väterliches Regiment.